# Страж Полюса (созвездие)
Страж По́люса (лат. Polophylax) — отменённое созвездие южного полушария неба. Предложено Планциусом в издании карты мира 1592 года. Располагалось между созвездием Южная Рыба и южным полюсом мира, где ныне располагается созвездие Тукан. Введено как контрапункт созвездия Волопас, называвшегося греками Arctophylax, то есть «Страж Медведиц». В XVII веке созвездие было помещено на нескольких небесных картах, но быстро забыто.